# Ruhowzi

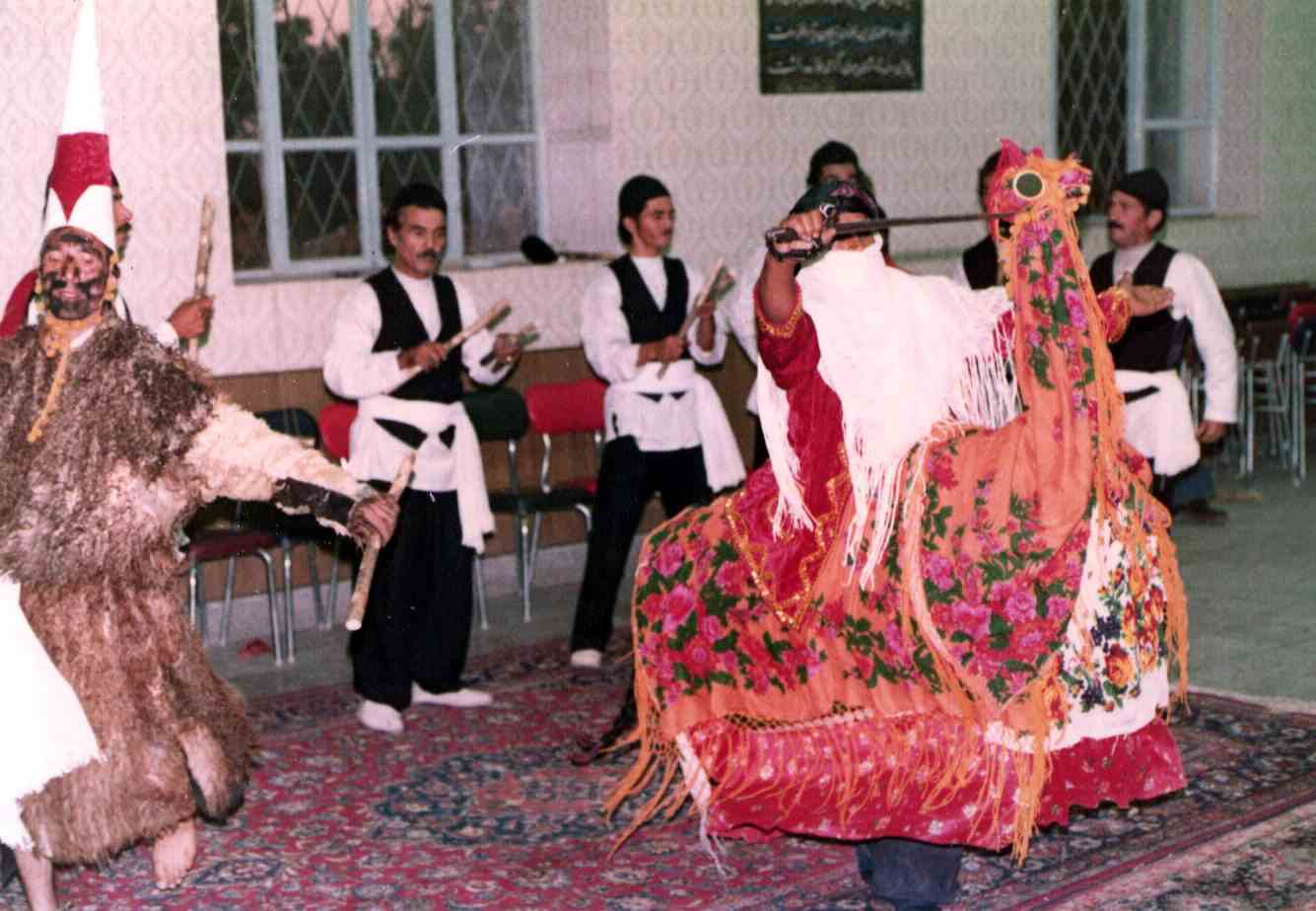
Théatre perse

Le ruhowzi (ou "Siahbazi" ou "Takht-e Houzi" ou "Rouhozi" selon la transcription arabe) est une forme théâtrale populaire iranienne qui peut être rapprochée de la commedia dell'arte européenne.
Le personnage principal joue un esclave noir (Black Jack), confus et amusant. Les acteurs dansent, chantent, jouent de la musique, et jouent la comédie. Les sujets de ces pièces peuvent être de toute nature, sociales, politiques, mœurs, voire historiques, et sont traitées de manière critiques et humoristiques,.

## Origine
Le ruhowzi était traditionnellement joué durant les festivals, ou durant la fête de Norouz. Il trouve ses racines en Empire séfévide, avec pic de notoriété en 1878 (année 1295 du calendrier hégirien).

## Déroulé

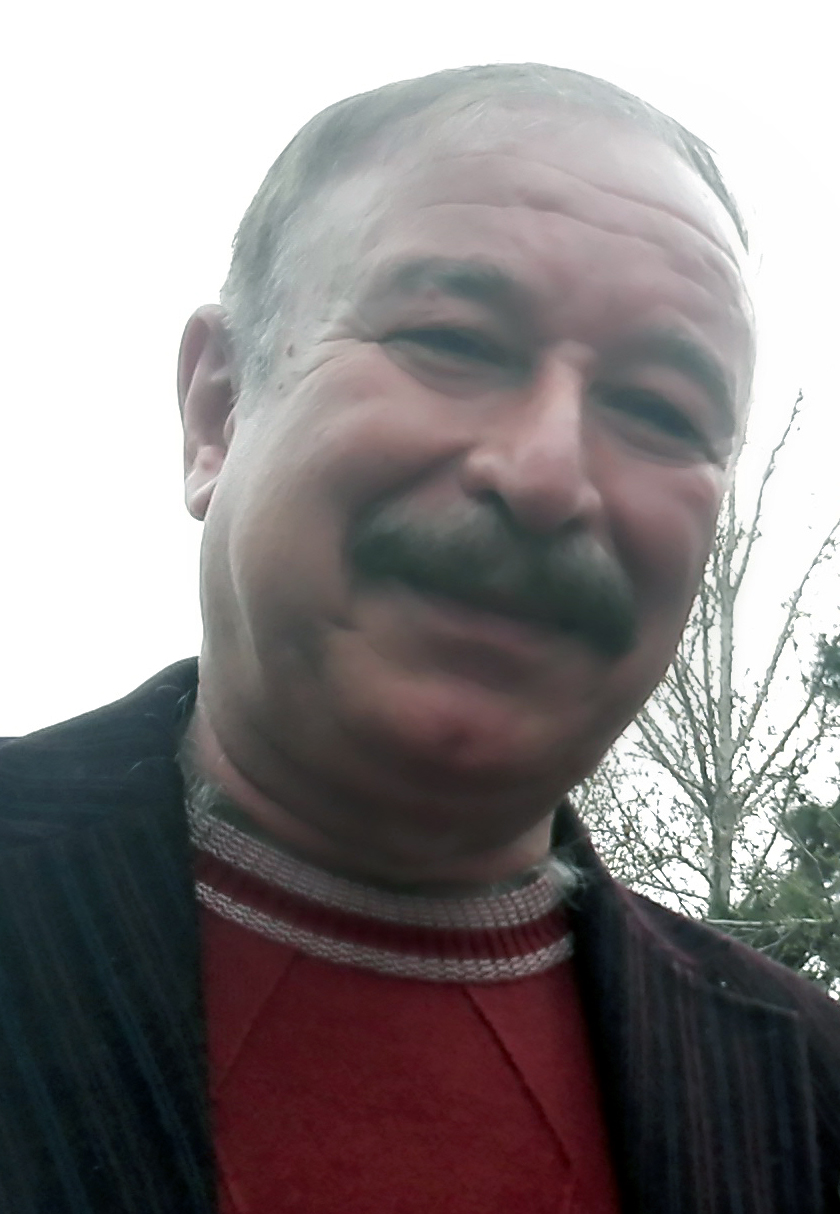
Javad Ensafi

Les grandes maisons iraniennes sont équipées d'une terrasse suffisamment grande pour servir de scène de théâtre.
De nos jours, cette forme de théâtre est déclinée en art, permettant à certains d'en faire un métier, citons notamment les acteurs Ata Safarpour, Majid Afshar, Javad Ensafi ou encore Saadi Afshar, dernier acteur survivant.
Les pièces sont riches en improvisation, parsemées de danses et de musiques. Outre l'esclave noir ("Mubarak"), personnage humoristique et caustique, l'antagonisme est joué par le maître ("Hajji") qui représente l'autorité et par extension le gouvernement. L'esclave symbolise celui qui souffre. Par ses cascades et plaisanteries, il critique la société. Mais malgré leur aspect critiques, elles doivent faire rire et se terminer par un happy end et une conclusion morale.